# Shoong!
Shoong! è un brano musicale del cantautore sudcoreano Taeyang, pubblicato il 25 aprile 2023 come seconda traccia del secondo EP Down to Earth.

## Antefatti
Il 26 dicembre 2022 viene annunciato il passaggio di Taeyang dalla YG Entertainment alla The Black Label. Nel gennaio 2023 viene riferito che Taeyang sarebbe tornato con un nuovo singolo che avrebbe introdotto il suo nuovo album. Il 13 dello stesso mese, viene pubblicato il singolo Vibe, in collaborazione con Jimin dei BTS. Questa è di fatto la prima pubblicazione dell'artista dopo oltre cinque anni.
Il 28 marzo, viene rivelato che il cantautore stava preparando l'uscita di un nuovo album, prevista per il mese di aprile. Il 12 aprile è stato annunciato tramite Osen che Lisa delle Blackpink sarebbe stata presente in una traccia presente nell'album e nel suo rispettivo video musicale, segnando così il ritorno dell'artista dopo oltre un anno dalla pubblicazione di SG, ultima sua apparizione da solista, e la seconda collaborazione con Taeyang dopo la sua apparizione nel video musicale del brano Ringa Linga. Il giorno dopo, Taeyang annuncia l'uscita del suo nuovo EP Down to Earth, prevista per il 25 aprile. La collaborazione e il titolo del brano sono stati ufficialmente rivelati il 19 aprile tramite un teaser poster del video della performance. Il 22 aprile viene pubblicato il trailer ufficiale del video musicale del brano e il giorno dopo viene rivelata la lista tracce ufficiale di Down to Earth. Il brano è stato pubblicato come seconda traccia dell'EP il 25 aprile 2023.

## Produzione e significato
Shoong! è stata scritta da Taeyang, Kush, Vince e Bekuh Boom ed è descritta come una canzone R&B e trap con "melodie coinvolgenti e ritmi hip hop alla moda". Il titolo del brano è un'onomatopea coreana usata per indicare le auto che passano.
In un'intervista per Rolling Stone, Taeyang ha spiegato come, dopo il congedo dal servizio militare, si sentisse perso riguardo la direzione da impartire alla propria musica. I produttori della Black Label gli hanno portato Shoong!, e la canzone è nata quando hanno messo insieme una bella melodia buttando giù parole in modo scherzoso. Da questo brano Taeyang ha realizzato la sua visione per il resto dell'album. La collaborazione con Lisa è avvenuta molto rapidamente, con la rapper delle Blackpink che ha accettato subito di far parte del progetto. L'arrangiamento e la produzione della canzone sono stati completati in meno di un mese, con l'intenzione iniziale di farne il singolo principale dell'album.

## Classifiche

### Classifiche settimanali
| Classifica (2023) | Posizione massima |
| ----------------- | ----------------- |
| Corea del Sud     | 119               |
| Malaysia          | 11                |
| Nuova Zelanda     | 31                |
| Regno Unito       | 40                |
| Singapore         | 9                 |
| Vietnam           | 2                 |